# A Favorita
A Favorita é uma telenovela brasileira produzida e exibida pela TV Globo de 2 de junho de 2008 a 16 de janeiro de 2009, em 197 capítulos. Substituiu Duas Caras e foi substituída por Caminho das Índias, sendo a 71ª "novela das oito" transmitida pela emissora. 
Teve a autoria de João Emanuel Carneiro, com colaboração de Denise Bandeira, Fausto Galvão, Márcia Prates, Vincent Villari e Antonia Pellegrino, contou com a direção de Paulo Silvestrini, Gustavo Fernandez, Roberto Vaz, Pedro Vasconcelos, Marco Rodrigo, Roberto Naar, Ary Coslov e Isabela Secchin. A direção geral e direção de núcleo foram de Ricardo Waddington.
Contou com Patricia Pillar, Claudia Raia, Mariana Ximenes, Carmo Dalla Vecchia, Cauã Reymond, Murilo Benício,Giulia Gam e Ary Fontoura.

## Enredo

Cláudia Raia, Mariana Ximenes e Patricia Pillar em uma cena da novela

Quando criança, Donatela perdeu seus pais em um acidente de carro e foi acolhida pela família de Flora. Assim, as duas cresceram como irmãs. Elas sempre tiveram talento para o canto e chegaram a formar uma dupla sertaneja: Faísca e Espoleta. As cantoras fizeram sucesso, mas suas carreiras foram interrompidas depois que conheceram os amigos Marcelo e Dodi. Donatela casou-se com Marcelo e Flora com Dodi, mas o casamento da primeira foi conturbado. O primeiro filho do casal desapareceu ainda pequeno, e além disso, Flora teve um caso com Marcelo, já separada de Dodi, e dessa relação nasceu Lara, o que a distanciou ainda mais de Donatela. No pior momento de discórdia entre as duas, Marcelo é assassinado, e a culpa recai sobre Flora, que foi flagrada com a arma do crime, sendo sentenciada a dezoito anos de reclusão, separando-se assim de sua filha, que é criada com muito amor por Donatela. Ao sair da prisão, Flora quer provar sua inocência, com a ideia de que a verdadeira culpada foi sua ex parceira de canto. Donatela, por sua vez, faz de tudo para que Lara não se aproxime de sua mãe biológica, e a menina se torna o alvo da disputa entre as duas.
A telenovela, inicialmente, não apresentou a real vilã ou mocinha da história, apresentando as duas versões de ambas personagens. Na versão de Donatela, Flora sempre teve inveja dela, e matou Marcelo pois percebeu que nunca iria se casar com ele. Já na versão de Flora, Donatela sempre desejou tudo que era seu, inclusive os rapazes, e quando ela percebeu que Marcelo iria deixa-la, o matou. Porém, no decorrer da trama, revela-se o verdadeiro caráter de cada uma, esclarecendo os papéis de vilã e mocinha. A trama ainda inovou ao romper com o formato tradicional de desfecho em que a revelação da verdade era concentrada no último capítulo, passando a trabalhar com uma visão mais verossímil em que os personagens, pouco a pouco, quando é revelado que a versão de Donatela é verdadeira, enquanto Flora é uma psicopata e a verdadeira vilã.

## Elenco
| Intérprete            | Personagem                                                                                         |
| --------------------- | -------------------------------------------------------------------------------------------------- |
| Patricia Pillar       | Flora Pereira da Silva (Espoleta) / Sandra Maia                                                    |
| Cláudia Raia          | Donatela Pinto Fontini (Faísca) / Diva Palhares (falsa) / Rosana Rodrigues (falsa) / Silvia Lontra |
| Mariana Ximenes       | Lara Pereira Fontini                                                                               |
| Murilo Benício        | Eduardo Gentil (Dodi)                                                                              |
| Cauã Reymond          | Halley Gonzaga / Mateus Fontini / Bruno Aguiar (Bruninho) / Luiz                                   |
| Carmo Dalla Vecchia   | José Roberto Duarte (Zé Bob)                                                                       |
| Ary Fontoura          | Francisco Silveira (Silveirinha)                                                                   |
| Glória Menezes        | Irene Fontini                                                                                      |
| Tarcísio Meira        | Frederico Copola (Copola)                                                                          |
| Mauro Mendonça        | Gonçalo Fontini                                                                                    |
| Genézio de Barros     | Pedro Pereira da Silva                                                                             |
| José Mayer            | Augusto César Rodrigues                                                                            |
| Giulia Gam            | Diva Palhares / Rosana Rodrigues / Miranda                                                         |
| Thiago Rodrigues      | Cassiano Mendonça Copola                                                                           |
| Deborah Secco         | Maria do Céu Ferreira (Céu) / Pâmela Queiroz                                                       |
| Lília Cabral          | Catarina Copola Monteiro                                                                           |
| Jackson Antunes       | Leonardo Monteiro (Léo)                                                                            |
| Taís Araújo           | Alícia Rosa / Aleph                                                                                |
| Elizângela            | Jucilene Maria Gonzaga (Cilene)                                                                    |
| Emanuelle Araújo      | Manuela Ferreira (Manu)                                                                            |
| Iran Malfitano        | Orlando Queiroz (Orlandinho)                                                                       |
| Paula Burlamaqui      | Stela Ribas                                                                                        |
| Miguel Rômulo         | Shiva Lênin Barreto Rodrigues Palhares                                                             |
| Milton Gonçalves      | Deputado Romildo Rosa                                                                              |
| Fabrício Boliveira    | Edilson Rosa (Didu / Diduzinho)                                                                    |
| Christine Fernandes   | Rita Porto                                                                                         |
| Cláudia Ohana         | Maria Aparecida Copola (Cida)                                                                      |
| Chico Díaz            | Átila Mendonça                                                                                     |
| Gisele Fróes          | Lorena Mendonça Copola                                                                             |
| Suzana Faini          | Iolanda Copola                                                                                     |
| Leonardo Medeiros     | Elias Barreto Filho                                                                                |
| Helena Ranaldi        | Dedina Barreto                                                                                     |
| Malvino Salvador      | Damião Salvador                                                                                    |
| Roberta Gualda        | Greice Ferreira                                                                                    |
| Ângela Vieira         | Arlete Salvador                                                                                    |
| Rosi Campos           | Tereza Baterfer (Tuca)                                                                             |
| Jean Pierre Noher     | Pepe Molinos                                                                                       |
| Cláudia Missura       | Maria de Fátima Gentil (Fafá)                                                                      |
| Bento Ribeiro         | João Carlos Ribeiro Lourenço (Juca)                                                                |
| Suely Franco          | Geralda Queiroz                                                                                    |
| Mário Gomes           | Afrânio Gurgel (Gurgel)                                                                            |
| Bel Kutner            | Amélia Mendonça Gurgel (Amelinha)                                                                  |
| Clarice Falcão        | Mariana Monteiro Copola                                                                            |
| Alexandre Nero        | Vanderlei Peive                                                                                    |
| Alexandre Schumacher  | Norton                                                                                             |
| Alexandre Damascena   | Pimentel                                                                                           |
| Luiz Baccelli         | Darcy Queiroz                                                                                      |
| Aramis Trindade       | Clemente                                                                                           |
| Thiaré Maia           | Luma                                                                                               |
| Giovanna Ewbank       | Sharon / Maria do Perpétuo Socorro                                                                 |
| Raquel Galvão         | Melissa                                                                                            |
| Cleide Eunice Queiroz | Antônia                                                                                            |
| Hanna Romanazzi       | Camila Porto Duarte                                                                                |
| Eduardo Melo          | Domênico Monteiro Copola                                                                           |
| Sofia Terra           | Carolina Mendonça Gurgel                                                                           |
| Renan Mayer           | Tiago Mendonça Gurgel                                                                              |

### Participações especiais
| Intérprete                | Personagem                 |
| ------------------------- | -------------------------- |
| Flávio Tolezani           | Marcelo Fontini            |
| Juliana Paes              | Maíra Carvalho             |
| Nelson Xavier             | Edvaldo Ferreira           |
| Walmor Chagas             | Dr. Dante Salvatore        |
| Lúcio Mauro               | José Gentil (Sabiá)        |
| Selma Egrei               | Dulce Porto                |
| Rui Resende               | Pereira                    |
| Fiorella Mattheis         | Cristal                    |
| Graziella Schmitt         | Tina                       |
| Luiz Ramalho              | Donato Moura (Baiano)      |
| Isabelle Drummond         | Carla                      |
| Mariah da Penha           | Jurema                     |
| Carla Tausz               | Rosely                     |
| Dionísio Neto             | Tito / Renato              |
| Mayana Moura              | Elaine                     |
| Magali Biff               | Gislaine                   |
| Fabiula Nascimento        | Luzia                      |
| Alice Assef               | Patrícia                   |
| Amilton Monteiro          | Dr. Machado                |
| André Luiz Frambach       | Huguinho                   |
| Carl Schumacher           | Adalberto Galdino          |
| Carmem Leonora            | Emilinha                   |
| Cláudia Provedel          | Cibele Fernandes           |
| Cyria Coentro             | Bianca                     |
| Daniel Barcellos          | Roberval                   |
| Daniela Fontan            | Rosa                       |
| Deivy Rose                | Alice Salvatore            |
| Edmilson Barros           | Adaílton                   |
| Fernanda de Freitas       | Luana                      |
| Geninha da Rosa Borges    | Dona Angelina Silveira     |
| Giácomo Pinotti           | Mário                      |
| Gilberto Hernandez        | Detetive Borges            |
| Noemi Gerbelli            | Sofia                      |
| Osvaldo Baraúna           | Jota                       |
| Paulo Lessa               | Paulo                      |
| Theodoro Cochrane         | Bruno Aguiar (Bruninho)    |
| Thogun Teixeira           | Tonelada                   |
| Docimar Moreyra           | Carcereira Zezé            |
| Carla Andréa              | Carcereira Júnia           |
| João Carlos Andreazza     | Durval                     |
| Mário Hermeto             | Tony                       |
| Marcelo Souto Maior       | Celinho                    |
| Maximilian Marian Rêssier | Irino Rosa                 |
| Miguel Nader              | Torugo                     |
| Mitzi Evelyn              | Luciana                    |
| Nêmora Cavalheiro         | Bárbara                    |
| Paulo Ascensão            | Detetive Paulão            |
| Paulo Ivo                 | Sinval                     |
| Prazeres Barbosa          | Raimunda Ferreira da Silva |
| Renata Tobelem            | Maria                      |
| Rogério Romera            | Darley                     |
| Thomaz Franzese           | Dr. Roberto                |
| Daniel Belmonte           | Paulinho                   |
| Edmo Luís                 | Reinaldo                   |
| Cláudio Albuquerque       | Edu                        |
| Aury Porto                | Marconi                    |
| Bertrand Duarte           | Nestor                     |
| Bruno Bezerra             | Gabriel                    |
| Cláudio Galvan            | Ernesto                    |
| Dida Camero               | Dinorá Sampaio             |
| Ana Luiza Folly           | Kelly                      |
| William Ferreira          | Mr. Johnson                |
| William Vita              | Ruy                        |
| Christiana Ubach          | Flora (jovem)              |
| Fernanda Padilha          | Donatela (jovem)           |
| Deco Mansilha             | Marcelo (jovem)            |
| Alan Pontes               | Dodi (jovem)               |
| Aldo Perrota              | Pedro (jovem)              |
| Faustão                   | Ele mesmo                  |

## Produção

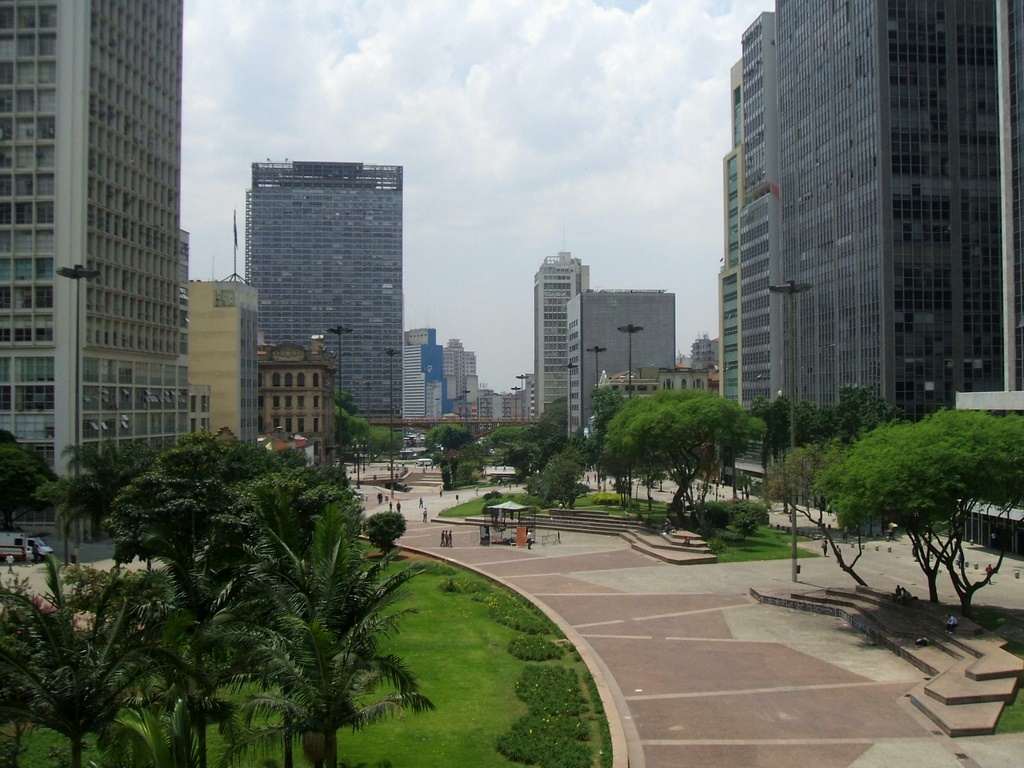
O Vale do Anhangabaú, no centro da cidade de São Paulo, é um dos principais cenários da trama.

Depois de ser o responsável por duas telenovelas cuja audiência no horário das 19h havia quebrado recordes — Da Cor do Pecado e Cobras & Lagartos — o autor João Emanuel Carneiro teve a oportunidade de ter exibida sua terceira obra no horário das oito, uma faixa do horário nobre da TV Globo conhecida pela presença apenas de autores tradicionais.
Inicialmente, a trama se chamaria Karma; depois o nome mudou para Juízo Final. Mas a TV Globo, que teve problemas com o nome, decidiu mudar o título da trama para A Favorita, alegando que o título traria mais proximidade da novela com o público em geral.
O autor disse, em entrevista ao Vídeo Show, que já havia pensado no roteiro (ou pelo menos na sinopse da trama) desde quando escreveu Da Cor do Pecado e que objetivava criar uma obra inovadora, sem a presença de uma
"mocinha clássica de novela".
Inicialmente, a trama seria ambientada no Centro-Oeste do Brasil, com as cenas urbanas gravadas em Brasília, porém, o autor João Emanuel Carneiro revelou, em entrevista ao jornal Folha de S.Paulo, que não sabe fazer novela regionalista e por isso mudou a trama para São Paulo. Mas, para não fazer uma trama apenas urbana, criou a cidade rural fictícia de Triunfo, para dividir as cenas.
Para compor a personagem, a atriz Patricia Pillar visitou o presídio feminino Talavera Bruce, em Bangu (zona oeste do Rio de Janeiro), e recebeu orientação da instrutora de dramaturgia Paloma Riani e da psicanalista Kátia Achcar. Já Cláudia Raia recebeu a ajuda do ator Cacá Carvalho e da atriz e instrutora de dramaturgia Rosana Garcia. Enquanto a atriz Taís Araújo conta que "se debruçou no filme Written on The Wind (1956)", na personagem e atuação da Dorothy Malone para sua personagem Alícia.
Os atores Cláudia Raia, Mariana Ximenes, Glória Menezes, Mauro Mendonça, Bel Kutner e Ary Fontoura gravaram cenas na Estância Villa Maria, em uma fazenda em Buenos Aires, que na novela representava uma fazenda no interior de São Paulo.
O apresentador Faustão fez uma participação especial na novela, na cena em que Cassiano (Thiago Rodrigues) e Augusto César (José Mayer) se apresentam no programa Domingão do Faustão. As cenas foram exibidas no dia 26 de agosto de 2008.

### Escolha do elenco
Originalmente Priscila Fantin foi convidada para interpretar Lara, porém a atriz atravessava uma grave fase de depressão e recusou, sendo que o papel acabou ficando com Mariana Ximenes. Fábio Assunção foi convidado para interpretar Dodi, mas devido a problemas de saúde, recusou, sendo substituído por Murilo Benício, que pediu pessoalmente à direção para ser escalado, uma vez que estava incomodado com sua imagem associada a papéis cômicos. Iran Malfitano faria apenas uma participação especial de dois capítulos, porém o personagem atraiu a atenção do público e o ator foi efetivado no elenco. As atrizes Ilva Niño e Etty Fraser foram consideradas para uma participação como Angelina, mãe de Silveirinha, mas Geninha da Rosa Borges ficou com o papel. Entre os atores que tiveram que mudar de visual por causa da novela, estão: Deborah Secco, Mariana Ximenes, Taís Araújo, Graziella Schmitt, Christine Fernandes, Iran Malfitano, Murilo Benício e Juliana Paes antes da trama, e Cláudia Raia e Carmo Dalla Vecchia no meio da trama.
Juliana Paes foi convidada para protagonizar Caminho das Índias em meio ao trabalho na novela, sendo liberada pela direção de A Favorita para assumir o cargo na substituta. Sua personagem, a jornalista Maíra, foi atropelada no capítulo exibido no dia 21 de agosto pelos capangas do vilão Dodi e teve seus aparelhos desligados por Flora, morrendo na trama. Já Ângela Vieira ameaçou deixar a novela por sua personagem Arlete não ter importância para a história. O autor atendeu às reclamações da atriz e passou a investir mais em sua trama, com foco no acidente de seu filho, Damião, e seu envolvimento passado com o deputado Romildo. Taís Araújo e José Mayer também demonstraram  descontentamento com os rumos que seus personagens tomaram ao longo da trama.

### Abertura
A vinheta de abertura mostra o desenvolvimento dos acontecimentos que antecedem a novela e que origina a trama central, através de um "teatro de sombras" com sombras que simbolizam Flora, Donatela, Marcelo e Lara. A abertura não dá indícios sobre qual das duas personagens principais, Flora e Donatela, seria a protagonista e qual seria a antagonista. Deste modo, nos créditos de abertura os nomes de Patricia Pillar e Cláudia Raia sempre apareceram em ordens diferentes e aleatórias. Apesar disso, supôs-se que a abertura deixou algumas pistas sobre o desenvolvimento da trama ao mostrar Flora na maior parte do tempo no lado preto das imagens e Donatela do lado branco, além de que, quando Flora está segurando o bebê, nota-se que a tela não está dividida, isto é, só há o lado preto neste trecho da abertura. Pelo fato da cor branca significar o bem e a cor preta, seu antônimo, o mal, muitos especularam que isso significava que Flora seria a antagonista, e Donatela a protagonista da trama. Além disso, o tiro que teria matado Marcelo, saía do lado esquerdo do vídeo, ou seja, o lado em que Flora aparecia. Outros detalhes também estão presentes na abertura, como a dupla sertaneja, as chaminés da fábrica Fontini, e o projétil que atinge Marcelo, prateado, sendo o único elemento que não é sombra na abertura.

## Recepção

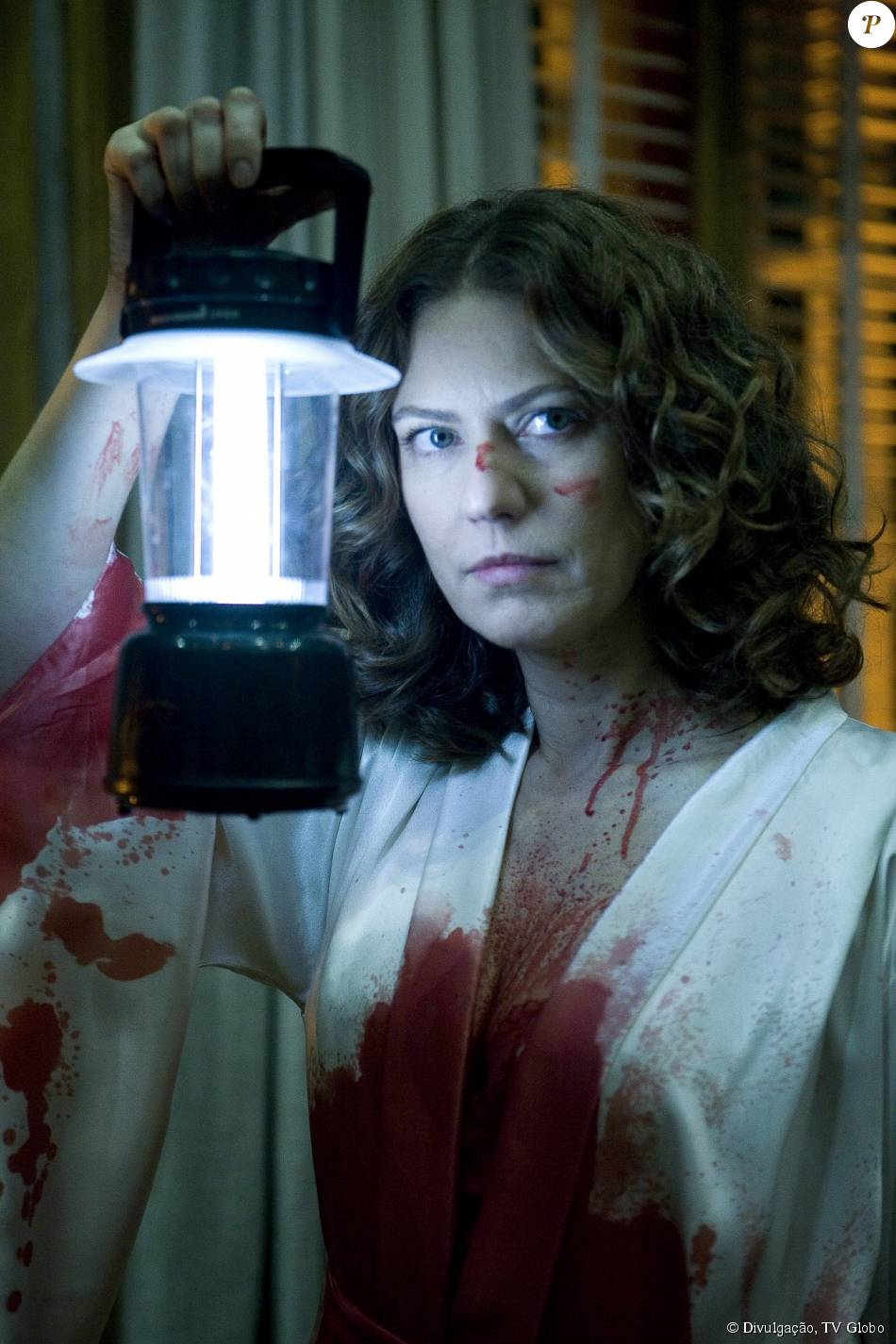
Patricia Pillar foi aclamada pela crítica dos especialistas e do público por sua atuação como Flora e ganhou diversos prêmios.

Além de premiada pela crítica, a história foi bem recebida pelo público. Flora conquistou a audiência no início da trama, fazendo-se passar por inocente. Quando foi descoberta como a verdadeira assassina, a maior parte do público se surpreendeu, pois acreditava que a verdadeira fosse Donatela. Referindo-se à virada na história da personagem Flora ao longo da novela, o doutor em teledramaturgia Mauro Alencar, da Universidade de São Paulo (USP), disse: "A virada foi incrível. O trabalho da Patrícia está muito bom. Destacaram-se o olhar angelical e jeito dissimulado que Patricia Pillar imprimiu a Flora".
A novela ganhou também uma paródia do humorístico Casseta e Planeta, Urgente!, A Periquita, como o grupo humorístico faz com praticamente todas as telenovelas do horário nobre da Globo. Já o site oficial de Maurício Ricardo, o charges.com.br, parceiro da emissora, parodiou a novela como A Preterida.
O ator Jackson Antunes, que interpretou o personagem Léo, chegou a ser agredido por um telespectador na rua, que não aprovava as agressões que o personagem cometeu.
Agentes penitenciários do estado de São Paulo chegaram a protestar contra o modo desumano com qual a carcereira Zezé tratava Donatela e as demais detentas no presídio da trama.

### Audiência
Exibição original
O primeiro capítulo da novela marcou a pior audiência de estreia de uma novela das 21h da Globo: foram registrados 35 pontos e 49% de participação. Os baixos índices deveram-se à exibição, no mesmo dia, do último capítulo da novela Caminhos do Coração, da RecordTV.
Contudo, a trama bateu recorde de audiência no capítulo 56, exibido em 5 de agosto: foram alcançados 46 pontos de média e 65% de participação. Neste capítulo foi revelada a identidade da verdadeira assassina da trama, Flora.
Na quarta-feira, 31 de dezembro, a novela obteve a sua menor média 25 pontos, com picos de 32 pontos. Essa queda acentuada foi atribuída ao fato de ser o último dia do ano. No mesmo dia, a novela Três Irmãs também marcou uma marca ruim de 19 pontos, e a novela Negócio da China, por sua vez, também teve uma baixa audiência, com 18 pontos.
No penúltimo capítulo, exibido no dia 15 de janeiro de 2009, a trama registrou média de 52 pontos, picos de 55 pontos e um share de 76% (o maior índice desde de Paraíso Tropical, em 2007). No capítulo, Flora invade a festa de casamento de Donatela e Zé Bob, esfaqueia Silveirinha e vai à lua-de-mel do casal.
O último capítulo, exibido em 16 de janeiro, teve média de 50 pontos, com picos de 55 e share de 69,4%, mais baixa que seu penúltimo capítulo. A reprise de seu último capítulo marcou uma boa média de 34 pontos.
A novela fechou com média de 40 pontos na Grande São Paulo.
Reprise
Reestreou em maio de 2022 com 16,8 pontos e picos de 19, mantendo os bons números da faixa vespertina. Porém, ficou atrás por décimos da estreia da sua antecessora, que registrou 17,3. O segundo capítulo sofreu uma leve queda e registrou 14,7 pontos. Seu terceiro capítulo consolidou 17 pontos, apresentando um aumento de 2,3 pontos comparado ao anterior.
Com grande repercussão nas redes sociais, a novela acumulou ao longo de seus 56 capítulos exibidos uma média parcial de 14,9 pontos. O índice é superior ao de sua antecessora na faixa, a segunda reprise de O Clone, na mesma altura, porém, esta viu seus índices alavancarem com o fim de Malhação. Em comparação ao mesmo período, acabou ficando pouco acima do patamar de Ti Ti Ti, Celebridade e Belíssima, que obtiveram desempenho considerado pífio em suas exibições. Em agosto, a trama passou a ter parte de seus capítulos compactados, cada um deles correspondente a pelo menos dois na novela original. Durante a reta final no mês de outubro, a novela viu seus índices crescerem, passando a ter uma parcial de 15,6 pontos, sendo este o melhor resultado em dois anos.
Em 7 de setembro a novela bate recorde com 17,6 pontos, chegando a picos de 21. No dia 27 do mesmo mês, bate novo recorde com 18,9 pontos, sendo impulsionada pelo Amistoso da Seleção Brasileira de Futebol contra a Tunísia. Repetiu a mesma média no dia 2 de novembro.
O último capítulo registrou 18,1 pontos. Teve média geral de 15,6 pontos, índice considerado satisfatório para a faixa vespertina, elevando ainda em 0,2 ponto a média deixada pela antecessora.

### Prêmios e indicações
| Ano  | Prêmio                                         | Categoria                | Indicado                       |
| ---- | ---------------------------------------------- | ------------------------ | ------------------------------ |
| 2008 | Prêmio Qualidade Brasil                        | Melhor novela            | A Favorita                     |
| 2008 | Prêmio Qualidade Brasil                        | Melhor autor             | João Emanuel Carneiro          |
| 2008 | Prêmio Qualidade Brasil                        | Melhor diretor           | Ricardo Waddington             |
| 2008 | Prêmio Qualidade Brasil                        | Melhor atriz             | Patricia Pillar                |
| 2008 | Prêmio Qualidade Brasil                        | Melhor atriz coadjuvante | Lília Cabral                   |
| 2008 | Troféu Raça Negra                              | Melhor ator              | Milton Gonçalves               |
| 2008 | Troféu Raça Negra                              | Melhor ator coadjuvante  | Fabrício Boliveira             |
| 2008 | Prêmio Extra de Televisão                      | Melhor novela            | A Favorita                     |
| 2008 | Prêmio Extra de Televisão                      | Melhor atriz             | Patricia Pillar                |
| 2008 | Prêmio Extra de Televisão                      | Melhor ator coadjuvante  | Cauã Reymond                   |
| 2008 | Prêmio Extra de Televisão                      | Melhor ator/atriz mirim  | Eduardo Mello                  |
| 2008 | Prêmio Extra de Televisão                      | Melhor tema de novela    | "Amado" (Vanessa da Mata)      |
| 2008 | 18º Prêmio FestNatal — Os Favoritos do Público | Melhor atriz             | Patricia Pillar                |
| 2008 | Prêmio APCA                                    | Melhor autor             | João Emanuel Carneiro          |
| 2008 | Prêmio APCA                                    | Melhor atriz             | Patricia Pillar                |
| 2008 | Prêmio QUEM Acontece 2008                      | Melhor autor             | João Emanuel Carneiro          |
| 2008 | Prêmio QUEM Acontece 2008                      | Melhor atriz             | Patricia Pillar                |
| 2008 | ISTOÉ Gente — Personalidade do Ano             | Personalidade do ano     | Patricia Pillar                |
| 2008 | Prêmio UOL e PopTevê de Televisão              | Melhor novela            | A Favorita                     |
| 2008 | Prêmio UOL e PopTevê de Televisão              | Melhor ator              | Murilo Benício                 |
| 2008 | Prêmio UOL e PopTevê de Televisão              | Melhor atriz             | Patricia Pillar                |
| 2008 | Prêmio UOL e PopTevê de Televisão              | Ator revelação           | Miguel Rômulo                  |
| 2008 | Prêmio TV Press                                | Melhor Atriz             | Patricia Pillar                |
| 2008 | Melhores do Ano 2008 — Domingão do Faustão     | Melhor atriz             | Patricia Pillar                |
| 2008 | Melhores do Ano 2008 — Domingão do Faustão     | Melhor ator              | Murilo Benício                 |
| 2008 | Melhores do Ano 2008 — Domingão do Faustão     | Melhor ator coadjuvante  | Cauã Reymond                   |
| 2008 | Melhores do Ano 2008 — Domingão do Faustão     | Ator revelação           | Miguel Rômulo                  |
| 2009 | Prêmio IG Gente                                | Novela imperdível        | A Favorita                     |
| 2009 | Prêmio IG Gente                                | Atriz brilhante          | Patricia Pillar                |
| 2009 | Prêmio Minha Novela                            | Melhor novela            | A Favorita                     |
| 2009 | Prêmio Minha Novela                            | Melhor atriz             | Patricia Pillar                |
| 2009 | Prêmio Minha Novela                            | Melhor ator              | Murilo Benício                 |
| 2009 | Prêmio Minha Novela                            | Ator coadjuvante         | Ary Fontoura                   |
| 2009 | Prêmio Minha Novela                            | Melhor vilão/vilã        | Patricia Pillar                |
| 2009 | Prêmio Minha Novela                            | Cena de novela do ano    | Assassinato de Gonçalo Fontini |
| 2009 | Prêmio Faz Diferença — Jornal O Globo          | Revista da TV            | João Emanuel Carneiro          |
| 2009 | Troféu Imprensa                                | Melhor novela            | A Favorita                     |
| 2009 | Troféu Imprensa                                | Melhor atriz             | Patricia Pillar                |
| 2009 | Troféu Imprensa                                | Melhor ator              | Cauã Reymond e Murilo Benício  |
| 2009 | Prêmio Contigo                                 | Ator revelação           | Alexandre Nero                 |
| 2009 | Prêmio Contigo                                 | Atriz                    | Patricia Pillar                |
| 2009 | Prêmio Contigo                                 | Ator                     | Cauã Reymond                   |
| 2009 | Prêmio Contigo                                 | Diretor                  | Ricardo Waddington             |
| 2009 | Prêmio Contigo                                 | Autor                    | João Emanuel Carneiro          |
| 2009 | Prêmio Contigo                                 | Novela                   | A Favorita                     |
| 2009 | Prêmio Contigo                                 | Ator coadjuvante         | Ary Fontoura                   |
| 2009 | Prêmio Contigo                                 | Ator infantil            | Eduardo Mello                  |

A atriz Patricia Pillar venceu o Meus Prêmios Nick 2009, na categoria melhor atriz, tendo sido indicada por seu desempenho em A Favorita. Cauã Reymond foi indicado no mesmo prêmio na categoria melhor ator graças a participação na trama de João Emanuel Carneiro

## Trilha sonora

### Nacional
Capa: Cláudia Raia e Patricia Pillar
| N.º | Título                    | Música                                             | Personagem        | Duração |  |
| 1.  | "É O Que Me Interessa"    | Lenine                                             | Flora             | 03:44   |  |
| 2.  | "Amado"                   | Vanessa da Mata                                    | Lara e Halley     | 04:12   |  |
| 3.  | "Sou Dela"                | Nando Reis                                         | Lara              | 04:59   |  |
| 4.  | "Não Vou Me Adaptar"      | Arnaldo Antunes (com a participação de Nando Reis) | Didu              | 04:37   |  |
| 5.  | "Quantas Vidas Você Tem?" | Moska                                              | Rita e Didu       | 02:40   |  |
| 6.  | "Fala"                    | Ritchie                                            | Augusto César     | 03:04   |  |
| 7.  | "Tudo Passa"              | Túlio Dek                                          | Halley            | 03:37   |  |
| 8.  | "Pa' Bailar"              | Bajofondo                                          | Abertura          | 03:58   |  |
| 9.  | "Mulher Sem Razão"        | Adriana Calcanhotto                                | Donatela e Zé Bob | 03:58   |  |
| 10. | "Morena dos Olhos d'Água" | Chico Buarque                                      | Dedina            | 02:33   |  |
| 11. | "O Tempo Vai Apagar"      | Zé Renato                                          | Rita              | 03:18   |  |
| 12. | "Me Abrace (Abrázame)"    | Camila (com a participação de Wanessa Camargo)     | Catarina e Stela  | 03:50   |  |

### Sertanejo
Capa: os desenhos da abertura da novela que representam Flora (Patricia Pillar) e Donatela (Cláudia Raia) tocando violão.
| N.º | Título                                    | Música                                                  | Personagem       | Duração |  |
| 1.  | "Tem Que Ser Você (ao vivo)"              | Victor & Léo                                            | Céu e Cassiano   | 03:13   |  |
| 2.  | "Sinônimos"                               | Chitãozinho & Xororó (com a participação de Zé Ramalho) | Locação: Triunfo | 04:43   |  |
| 3.  | "Difícil Não Falar de Amor"               | Daniel                                                  | Geral            | 04:10   |  |
| 4.  | "Por Favor, Reza Pra Nóis"                | Leonardo                                                | Dedina e Elias   | 02:40   |  |
| 5.  | "A Chapa Vai Esquentar"                   | Rud & Robson                                            |                  | 03:24   |  |
| 6.  | "Talvez"                                  | César Menotti & Fabiano                                 |                  | 02:57   |  |
| 7.  | "De Tanto Te Querer (ao vivo)"            | Jorge & Mateus                                          | Cassiano         | 03:11   |  |
| 8.  | "Se é Pra Falar de Amor"                  | Matheus & Cristiano                                     | Cida e Juca      | 03:01   |  |
| 9.  | "Ainda Ontem Chorei de Saudade (ao vivo)" | Edson & Hudson                                          | Damião e Greice  | 02:51   |  |
| 10. | "Cabecinha no Ombro"                      | Bruno & Marrone                                         | Geral            | 03:35   |  |
| 11. | "Vida Louca"                              | Rionegro & Solimões                                     |                  | 02:52   |  |
| 12. | "Meu Primeiro Amor (Lejania)"             | Roberta Miranda                                         | Irene e Copola   | 02:17   |  |
| 13. | "Saudades de Matão (ao vivo)"             | Chitãozinho & Xororó                                    |                  | 02:43   |  |
| 14. | "Andorinha"                               | Victor & Renan                                          | Shiva Lênin      | 04:15   |  |
| 15. | "Mala Pronta (ao vivo"                    | Hugo Pena & Gabriel                                     |                  | 02:59   |  |

### Internacional
Capa: Mariana Ximenes
| N.º | Título                 | Música                | Personagem                    | Duração |  |
| 1.  | "Viva La Vida"         | Coldplay              | Geral                         | 04:02   |  |
| 2.  | "Bottle It Up"         | Sara Bareilles        | Dedina e Damião               | 03:01   |  |
| 3.  | "I'm Yours"            | Jason Mraz            | Cassiano e Alícia             | 04:02   |  |
| 4.  | "Carry You Home"       | James Blunt           | Augusto César e Diva/Donatela | 03:54   |  |
| 5.  | "Love Is Noise"        | The Verve             |                               | 05:28   |  |
| 6.  | "That's Not My Name"   | The Ting Tings        | Alícia                        | 05:06   |  |
| 7.  | "Blame"                | Tiago Iorc            | Halley, Orlandino e Céu       | 03:52   |  |
| 8.  | "Fidelity"             | Regina Spektor        | Lara                          | 03:47   |  |
| 9.  | "Sweet About Me"       | Gabriella Cilmi       | Catarina e Stela              | 03:22   |  |
| 10. | "No Substitute Love"   | Estelle               | Céu                           | 03:33   |  |
| 11. | "Baby, When The Light" | David Guetta          | Festas                        | 03:24   |  |
| 12. | "Pumpkin Soup"         | Kate Nash             |                               | 02:59   |  |
| 13. | "Young Folks"          | Peter, Bjorn And John | Céu e Orlandinho              | 04:38   |  |
| 14. | "Monsoon"              | Tokio Hotel           | Flora                         | 04:01   |  |

### Instrumental
Capa: logotipo da novela
| N.º | Título                     | Música            | Duração |  |
| 1.  | "A Favorita"               | Alberto Rosenblit |         |  |
| 2.  | "Adiós"                    | Alberto Rosenblit |         |  |
| 3.  | "Tema para Zé Bob"         | Alberto Rosenblit |         |  |
| 4.  | "Solitude"                 | Alberto Rosenblit |         |  |
| 5.  | "Tema para Triunfo"        | Alberto Rosenblit |         |  |
| 6.  | "Ruas de São Paulo"        | Alberto Rosenblit |         |  |
| 7.  | "Rondó & Lágrima"          | Alberto Rosenblit |         |  |
| 8.  | "Lembranças"               | Alberto Rosenblit |         |  |
| 9.  | "Tema de Donatela e Pedro" | Alberto Rosenblit |         |  |
| 10. | "Tema para Dodi"           | Alberto Rosenblit |         |  |
| 11. | "Mistérios de Flora"       | Alberto Rosenblit |         |  |
| 12. | "Pelo Caminho"             | Alberto Rosenblit |         |  |
| 13. | "Corações de Metal"        | Alberto Rosenblit |         |  |
| 14. | "Tango 3"                  | Alberto Rosenblit |         |  |

## Exibição
A novela foi exibida pela TV Globo de 2 de junho de 2008 até 16 de janeiro de 2009, totalizando 197 capítulos. A novela era exibida inicialmente no horário das 20h55min, passando depois a ser exibida cada vez mais tarde, chegando às 21h10. Isso aconteceu uma semana após o horário de verão, pois a emissora decidiu alterar os horários de seus programas a partir de Malhação, para não perder a audiência de suas novelas e telejornais. Em 2014, foi lançado um compacto da novela focando na história principal pela Globo Marcas em DVD.

### Reprise
Foi reapresentada no Vale a Pena Ver de Novo de 16 de maio a 11 de novembro de 2022, em 130 capítulos, substituindo O Clone e sendo substituída por O Rei do Gado.
A trama foi uma das mais pedidas pelos telespectadores. A novela chegou a ser cotada em 2021 como substituta de Laços de Família devido ao excelente desempenho no Globoplay, mas a ideia acabou sendo abortada por conta de algumas cenas inadequadas para o horário vespertino. Em seu lugar, a TV Globo optou pelo remake de Ti Ti Ti. Durante sua reprise em 2022, a Globo optou por uma versão editada, eliminando algumas cenas impróprias e os diálogos considerados problemáticos para os dias atuais. Mesmo assim, em 4 de agosto de 2022, a novela foi reclassificada pelo Ministério da Justiça, de "não recomendado para menores de 12 anos" para "não recomendado para menores de 14 anos", por violência, drogas lícitas e conteúdo sexual. A mudança foi realizada em virtude de uma denúncia anônima feito por um telespectador. Assim, A Favorita se torna a primeira novela do Vale a Pena Ver de Novo a possuir uma classificação indicativa tão alta para o horário vespertino da TV Globo.

### Outras mídias
Em 25 de maio de 2020, foi disponibilizada na íntegra pelo Globoplay, sendo o primeiro título do Projeto Resgate.

### Exibição internacional
Na Argentina a novela foi exibida a partir do dia 21 de setembro de 2009 com o nome de La favorita: Entre la pasión y la traición. No Chile, foi exibida pelo Canal 13 e reexibida em 2014. Em Portugal, foi exibida pela SIC. Sua exibição terminou no dia 20 de fevereiro de 2009, com 8.0% de rating na audiência. Na Sérvia, foi exibida pelo RTV 1. Volta a ser exibida em Portugal, através da Globo Portugal a partir do dia 30 de novembro de 2017.[carece de fontes?]